# Dixon Lane-Meadow Creek
Dixon Lane-Meadow Creek és una població dels Estats Units a l'estat de Califòrnia. Segons el cens del 2000 tenia 2.702 habitants.

## Demografia
Segons el cens del 2000, Dixon Lane-Meadow Creek tenia 2.702 habitants, 1.142 habitatges, i 793 famílies. La densitat de població era de 305,9 habitants/km².
Dels 1.142 habitatges en un 28,3% hi vivien nens de menys de 18 anys, en un 56,9% hi vivien parelles casades, en un 8,9% dones solteres, i en un 30,5% no eren unitats familiars. En el 27,5% dels habitatges hi vivien persones soles el 15,9% de les quals corresponia a persones de 65 anys o més que vivien soles. El nombre mitjà de persones vivint en cada habitatge era de 2,37 i el nombre mitjà de persones que vivien en cada família era de 2,87.
Per edats la població es repartia de la següent manera: un 25,3% tenia menys de 18 anys, un 4,7% entre 18 i 24, un 20,7% entre 25 i 44, un 25,5% de 45 a 60 i un 23,8% 65 anys o més.
L'edat mediana era de 44 anys. Per cada 100 dones de 18 o més anys hi havia 85,6 homes.
La renda mediana per habitatge era de 39.341 $ i la renda mediana per família de 48.456 $. Els homes tenien una renda mediana de 41.702 $ mentre que les dones 27.656 $. La renda per capita de la població era de 21.263 $. Entorn del 6,8% de les famílies i el 8,6% de la població estaven per davall del llindar de pobresa.

## Poblacions més properes
El següent diagrama mostra les poblacions més properes.